# لودفيغ فرانز ألكساندر وينتر
لودفيغ فرانز ألكساندر وينتر (بالألمانية: Ludwig Franz Alexander Winther) هو طبيب ألماني مختص في علم الأمراض وطب العيون يرجع أصله إلى أوفنباخ أم ماين.
ولد في 9 آذار 1812 وتوفي في 26 نيسان 1871.
عمل أستاذا مشاركا في جامعة غيسن في اختصاص علم الأمراض العام والعلاجات للفترة 1848-1867 ثم صار أول أستاذا في الجامعة ذاتها في اختصاص علم الأمراض التشريحي والعلاجات للفترة 1867 حتى 1871. بعد وفاته عام 1871، خلفه في منصبه تيودور لانغهانز.
في عام 1847، كان عضوا مؤسسا في جماعة اسمها (Giessener Sonderbund)، وهي اتحاد للمدرسين في جامعة غيسن.